# Angelo Mitchievici
Angelo Mitchievici (n. 5 noiembrie 1972, Drăgășani, Vâlcea, România) este un prozator, critic literar și eseist din România. Este profesor universitar doctor habilitat la Universitatea „Ovidius” din Constanța unde predă literatură română și literatură comparată.

## Biografie
După terminarea liceului, cochetează cu fizica și matematica în cadrul Facultății de Automatică din Craiova, dar renunță după primul an. Începe cursurile Facultății de Litere a Universității din Craiova, secția română-engleză, în anul 1993, și, după aproape doi ani, se mută la Universitatea din București. În anul 1998 devine licențiat în Litere al Universității București. 
În acest răstimp a avut loc întâlnirea cu Mircea Cărtărescu la cenaclul literar pe care acesta din urmă îl conducea în cadrul Facultății de Litere și de la care a primit primele încurajări. Participă la diferite laboratoare și tabere de creație care se materializează în volumul Ferestre '98 (Ed. Aristarc, Onești), alaturi de Ioana Vlașin, Iulian Băicuș, Cecilia Ștefănescu,  Marius Ianuș, Victor Nichifor, Doina Ioanid cu o prefață de Mircea Cărtărescu. Apoi va participa la Tescani la un alt volum colectiv, 40238 Tescani (Ed. Image, București), alături de Ioana Nicolaie, Marius Ianuș, Ioana Godeanu, Domnica Drumea, Mircea Cărtărescu, Doina Ioanid, Cecilia Ștefănescu, Florin Iaru.În timpul facultății și după absolvirea acesteia, una dintre ariile sale de interes a fost dramaturgia și mai ales teatrul în actul său creativ, asistă și chiar participa efectiv la repetițiile regretatului Dan Micu, la T.N.B. și Teatrul Mic. A fost alături de colegul și preietenul său Ioan Stanomir director adjunct al Institutului de Cercetare a Crimelor Comunismului sub directoratul lui Vladimir Tismăneanu. În prezent este conferențiar habilitat la Facultatea de Litere și Teologie a Universității „Ovidius” din Constanța. În anul 2008 și-a susținut teza de doctorat pe tema decadentismului literar, teza fiindu-i coordonată de criticul literar Sorin Alexandrescu.

## Volume publicate
- Mateiu I. Caragiale. Fizionomii decadente, București, Institutul Cultural Român, 2007. [4]
- Cinema, colecția Ego-proza a editurii Polirom; Premiul „Cartea anului 2009” al USR
- Decadenta si decadentism in contextul modernitatii romanesti si europene (2011)
- Umbrele paradisului. Scriitori romani si francezi in Uniunea Sovietica (2011)
- Simbolism si decadentism in Arta 1900 (2011)
- Filmele care ne-au schimbat viata (2013)
- Caragiale dupa Caragiale. Arcanele interpretarii: exagerari, deformari, excese, Polirom, 2014

## Volume colective
- În colaborare cu Paul Cernat, Ioan Stanomir și Ion Manolescu, a scris volumele: În căutarea comunismului pierdut (Editura Paralela 45, 2001); Explorări în comunismul românesc, vol. I-III (ed. a II-a., Ed. Polirom, 2003), eseuri; O lume dispărută. Patru istorii personale urmate de un dialog cu Horia Roman Patapievici (Ed. Polirom, 2004), după cum spune și titlul într-o abordare mult mai "personală" a subiectelor tratate pînă aici eseistic.
- Angelo Mitchievici, Ioan Stanomir, „Teodoreanu reloaded”, Editura Art, București, 2011[5]
- Angelo Mitchievici, Ioan Stanomir, Comunism Inc., Editura Humanitas, 2016

## Resurse online
- LiterNet
- Cinema - Editura Polirom Arhivat în 2 ianuarie 2010, la Wayback Machine.